# Grand Prix Belgii 1973
Grand Prix Belgii 1973 (oryg. Grote Prijs van Belgie), Grand Prix Europy 1973 – piąta runda Mistrzostw Świata Formuły 1 w sezonie 1973, która odbyła się 20 maja 1973, po raz pierwszy na torze Circuit Zolder.
31. Grand Prix Belgii, 20. zaliczane do Mistrzostw Świata Formuły 1.

## Klasyfikacja
| Poz. | Nr. | Kierowca             | Konstruktor       | Okrążeń | Czas/powód NU      | Poz. start. | Punktów |
| ---- | --- | -------------------- | ----------------- | ------- | ------------------ | ----------- | ------- |
| 1    | 5   | Jackie Stewart       | Tyrrell-Ford      | 70      | 1:42:13.4          | 6           | 9       |
| 2    | 6   | François Cevert      | Tyrrell-Ford      | 70      | 31.84              | 4           | 6       |
| 3    | 1   | Emerson Fittipaldi   | Lotus-Ford        | 70      | + 2:02.79          | 9           | 4       |
| 4    | 9   | Andrea de Adamich    | Brabham-Ford      | 69      | + 1 okrążenie      | 18          | 3       |
| 5    | 21  | Niki Lauda           | BRM               | 69      | + 1 okrążenie      | 14          | 2       |
| 6    | 22  | Chris Amon           | Tecno             | 67      | + 3 okrążenia      | 15          | 1       |
| 7    | 7   | Denny Hulme          | McLaren-Ford      | 67      | +3 okrążenia       | 2           |         |
| 8    | 24  | Carlos Pace          | Surtees-Ford      | 66      | +4 okrążenia       | 8           |         |
| 9    | 12  | Graham Hill          | Shadow-Ford       | 65      | +5 okrążeń         | 23          |         |
| 10   | 19  | Clay Regazzoni       | BRM               | 63      | Wypadek            | 12          |         |
| 11   | 15  | Mike Beuttler        | March-Ford        | 63      | Wypadek            | 20          |         |
| NU   | 14  | Jean-Pierre Jarier   | March-Ford        | 60      | Wypadek            | 16          |         |
| NU   | 20  | Jean-Pierre Beltoise | BRM               | 56      | Nie sklasyfikowany | 5           |         |
| NU   | 11  | Wilson Fittipaldi    | Brabham-Ford      | 46      | Silnik             | 19          |         |
| NU   | 2   | Ronnie Peterson      | Lotus-Ford        | 42      | Wypadek            | 1           |         |
| NU   | 8   | Peter Revson         | McLaren-Ford      | 33      | Wypadek            | 10          |         |
| NU   | 25  | Howden Ganley        | Iso Marlboro-Ford | 16      | Wypadek            | 21          |         |
| NU   | 10  | Carlos Reutemann     | Brabham-Ford      | 14      | Silnik             | 7           |         |
| NU   | 16  | George Follmer       | Shadow-Ford       | 13      | Przepustnica       | 11          |         |
| NU   | 17  | Jackie Oliver        | Shadow-Ford       | 11      | Wypadek            | 22          |         |
| NU   | 3   | Jacky Ickx           | Ferrari           | 6       | Pompa oleju        | 3           |         |
| NU   | 26  | Nanni Galli          | Iso Marlboro-Ford | 6       | Silnik             | 17          |         |
| NU   | 23  | Mike Hailwood        | Surtees-Ford      | 4       | Wypadek            | 13          |         |

### Najszybsze okrążenie
| Nr | Kierowca        | Konstruktor  | Czas    | Okr. |
| -- | --------------- | ------------ | ------- | ---- |
| 6  | François Cevert | Tyrrell-Ford | 1:25.46 | 28   |